# Bactericera schwarzii
Bactericera schwarzii är en insektsart som först beskrevs av Riley 1885.  Bactericera schwarzii ingår i släktet Bactericera och familjen spetsbladloppor. Inga underarter finns listade i Catalogue of Life.